# Scratch and sniff
A tecnologia scratch and sniff (raspar-e-cheirar) geralmente se refere a adesivos ou itens de papelão que foram tratados com um revestimento perfumado. Quando riscado, o revestimento libera um odor que normalmente está relacionado à imagem exibida sob o revestimento. A tecnologia tem sido usada em uma variedade de superfícies, de adesivos a discos compactos. A 3M inventou a tecnologia em 1965, usando um processo originalmente desenvolvido para papel autocopiativo chamado microencapsulamento.

## Uso
Os adesivos e etiquetas scratch-and-sniff tornaram-se populares no final dos anos 1970 e assim permaneceram até meados dos anos 1980. Em 1977, a Creative Teaching Press produziu alguns dos primeiros adesivos scratch-and-sniff. Esses adesivos foram comercializados principalmente para professores como recompensa para seus alunos.
Por um tempo, adesivos de raspar e cheirar foram usados para diagnosticar anosmia, embora essa prática tenha declinado posteriormente.
As empresas de serviços públicos incluíram cartões de raspar e cheirar em suas contas para educar o público a reconhecer o cheiro de um vazamento de gás metano. Em 1987, os cartões distribuídos pela Baltimore Gas and Electric Company geraram uma onda de alarmes falsos quando os cheiros dos cartões em envelopes fechados foram confundidos com vazamentos de gás reais.